# L'an 2005
L'an 2005 è un album postumo della cantante italo-francese Dalida, pubblicato il 7 luglio 1997 da PolyGram.
Si tratta del terzo album postumo di brani remixati del repertorio della cantante.
Questo album prende il nome dall’omonima canzone L’an 2005, cover del celebre pezzo In the year 2525 del duo Zager and Evans, registrata e pubblicata da Dalida nel 1969 in un'EP di etichetta Barclay. La canzone venne interpretata dalla cantante anche in una versione italiana più conosciuta, dal titolo Nel 2023. 
L’album ottenne anche un disco d'oro per le più di 100.000 copie vendute in Francia. 

## Tracce
1. Gigi in paradisco (Paradisco mix)
2. La tumba (remix del brano Gigi in paradisco - versione Amazonia mix)
3. Soleil (versione remix 1997)
4. Salma ya salama (Sueño flamenco) (versione ispano-egiziana)
5. Chanteur des années 80 (versione remix 1997)
6. L'an 2005 (versione remix 1997)
7. Chanter les voix (versione remix 1997)
8. Il faut danser reggae (versione remix 1997)
9. Femme (versione remix 1997)
10. Darla dirladada (disco mix - versione remix 1997)
11. Alabama song (versione remix 1997)
12. Salma ya salama (versione in egiziano, remix 1997)
13. La tumba (versione Tumba mix)
14. Comme disait Mistinguett (versione remix 1997)
15. Les choses de l'amour (versione remix 1997)
16. It's you in the shadow (brano parlato - creato con frasi di Gigi l'amoroso)